# Rudnik pri Moravčah
Rudnik pri Moravčah – wieś w Słowenii, w gminie Moravče. W 2018 roku liczyła 22 mieszkańców.